# Jens Stoltenberg
Jens Stoltenberg (* 16. března 1959) je norský ekonom a politik. Od února 2025 je ministrem financí ve vládě Jonase Gahra Støreho. Předtím působil jako ministerský předseda Norska, v letech 2014 až 2024 byl generální tajemník NATO.

## Život a kariéra

### Počátky vnímání politiky
Stoltenberg se v politice začal angažovat již v mladistvém věku. Tehdy na něj měla významný vliv jeho sestra Camilla. Ta byla v té době členkou marxisticko-leninské skupiny s názvem Rudá mládež. Mladý Stoltenberg požadoval vystoupení Norska z NATO a měl pravidelné kontakty se sovětským diplomatem, který byl agentem KGB. Nesouhlas s válkou ve Vietnamu jej vedl k politickým projevům. Po náletech a těžkém bombardování severovietnamského přístavního města Hai Phong, na konci vietnamské války, se účastnil protestů před velvyslanectvím USA v Oslu. Protestující házeli na tuto budovu kameny a rozbili několik oken. Stoltenbergovi se podařilo zatčení uniknout, několik z jeho přátel však bylo policií chyceno.

### Politická kariéra v Norsku
Stoltenberg vyrostl v politické rodině. Jeho otec Thorvald Stoltenberg byl ministrem zahraničních věcí a jedním z nejvíce prominentních norských politiků. Jeho matka Karin Stoltenbergová byla druhou ministryní. Jeho teta z matčiny strany je manželkou bývalého ministra zahraničních věcí Jørgena Holsta. Stoltenberg je ženatý s diplomatkou Ingrid Schulerudovou, s níž má dvě děti. Byl vychován v duchu waldorfské pedagogiky, studoval v Oslo katedralskole a na Univerzitě Oslo. Účastnil se bilderberských setkání.
Stoltenberg byl předsedou mládežnické organizace „Arbeidernes Ungdomsfylking“ Dělnické strany v letech 1985 a 1989 a šéfem místní organizace Dělnické strany v Oslu mezi lety 1990 a 1992.
Byl statssekretær – druhý ministr – v oblasti životního prostředí (1990–1991), ministr průmyslu (1993–1996) a ministr financí (1996–1997). Vedl výbor pro ropu a energetiku (1997–2000). Jeho první funkční období v roli premiéra (2000–2001) bylo považováno v rámci vlastní strany za kontroverzní, byl zodpovědný za reformy a modernizaci sociálního státu, tato reforma obsahovala částečnou privatizaci klíčových státních společností. V parlamentních volbách 10. září 2001 získala strana jeden z nejhorších výsledků, zvítězila s pouhými 24 % hlasů. Volební výsledek byl rychle následován zápasem o předsednictví mezi Thorbjørnem Jaglandem a Stoltenbergem, který ze střetu vyšel jako vítěz.
V parlamentních volbách 2005 strana zaznamenala zlepšení volebního výsledku a získala většinu v parlamentu spolu s dalšími „rudozelenými“ stranami levého středu. Tento výsledek vydláždil cestu ke vzniku rudozelené koalice, které Stoltenberg od 17. října 2005 předsedal.

### Generální tajemník NATO

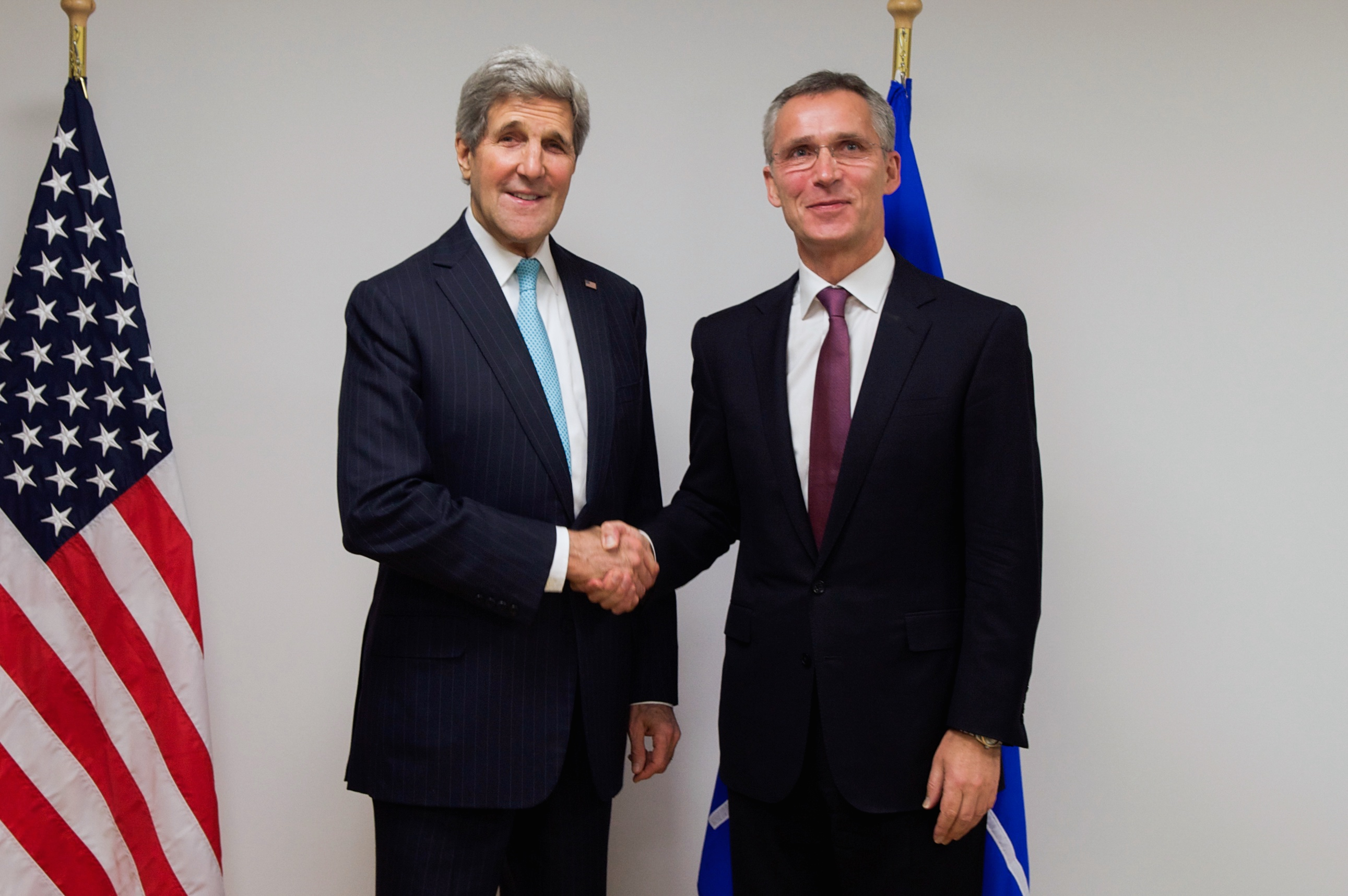
Americký ministr zahraničních věcí John Kerry a generální tajemník NATO Jens Stoltenberg

V říjnu 2014 se stal generálním tajemníkem NATO.
V září 2015 po setkání se Stoltenbergem kritizoval místopředseda české vlády Andrej Babiš šéfa NATO za nezájem o ochranu evropských hranic během evropské migrační krize. Babiš prohlásil: „NATO uprchlíci nezajímají, přitom jejich vstupní branou do Evropy je Turecko, člen NATO, a pašeráci na území Turecka, člena NATO, operují.“
Stoltenberg podpořil 24. listopadu 2015 Turecko po sestřelení ruského bombardéru Su-24 a prohlásil, že NATO je s Tureckem solidární. Su-24 byl sestřelen tureckou F-16 v okamžiku, kdy ruský bombardér kvůli navigační chybě překročil turecké hranice. Bombardér poskytoval vzdušnou podporu vojákům syrské armády v boji proti syrské odnoži al-Káidy a Brigádě syrských Turkmenů v guvernorátu Latákie,
3. února 2016 Stoltenberg obvinil Rusko, že „destabilizuje evropský pořádek“ a prohlásil, že odpověď NATO „musí být jasná a tvrdá“. Stoltenberg podpořil více vojenských cvičení NATO ve východní Evropě. Ruský premiér Dmitrij Medveděv v reakci na Stoltenbergova prohlášení řekl, že „Politika NATO směrem k Rusku zůstává nepřátelská a neprůhledná. Zdá se, že jsme sklouzli k nové studené válce.“
Stoltenberg podpořil tureckou invazi do Afrínu v Sýrii, která začala v lednu 2018 a je namířena proti syrským Kurdům, které Turecko obviňuje z terorismu. Stoltenberg prohlásil, že „Turecko je jednou ze zemí NATO, které trpělo nejvíce terorismem, a všechny národy mají právo se bránit, ale musí se to dít přiměřeným způsobem.“
Stoltenberg přivítal rusko-americký summit v Helsinkách ve Finsku v červnu 2018 a prohlásil, že NATO si nepřeje novou studenou válku a nechce Rusko izolovat.
Ve funkci generálního tajemníka skončil v říjnu 2024, když jej nahradil bývalý premiér Nizozemska Mark Rutte.

## Galerie

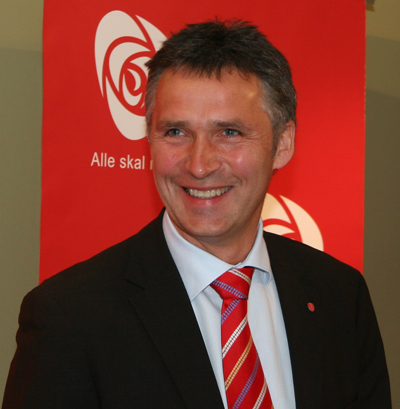
Jens Stoltenberg roku 2007
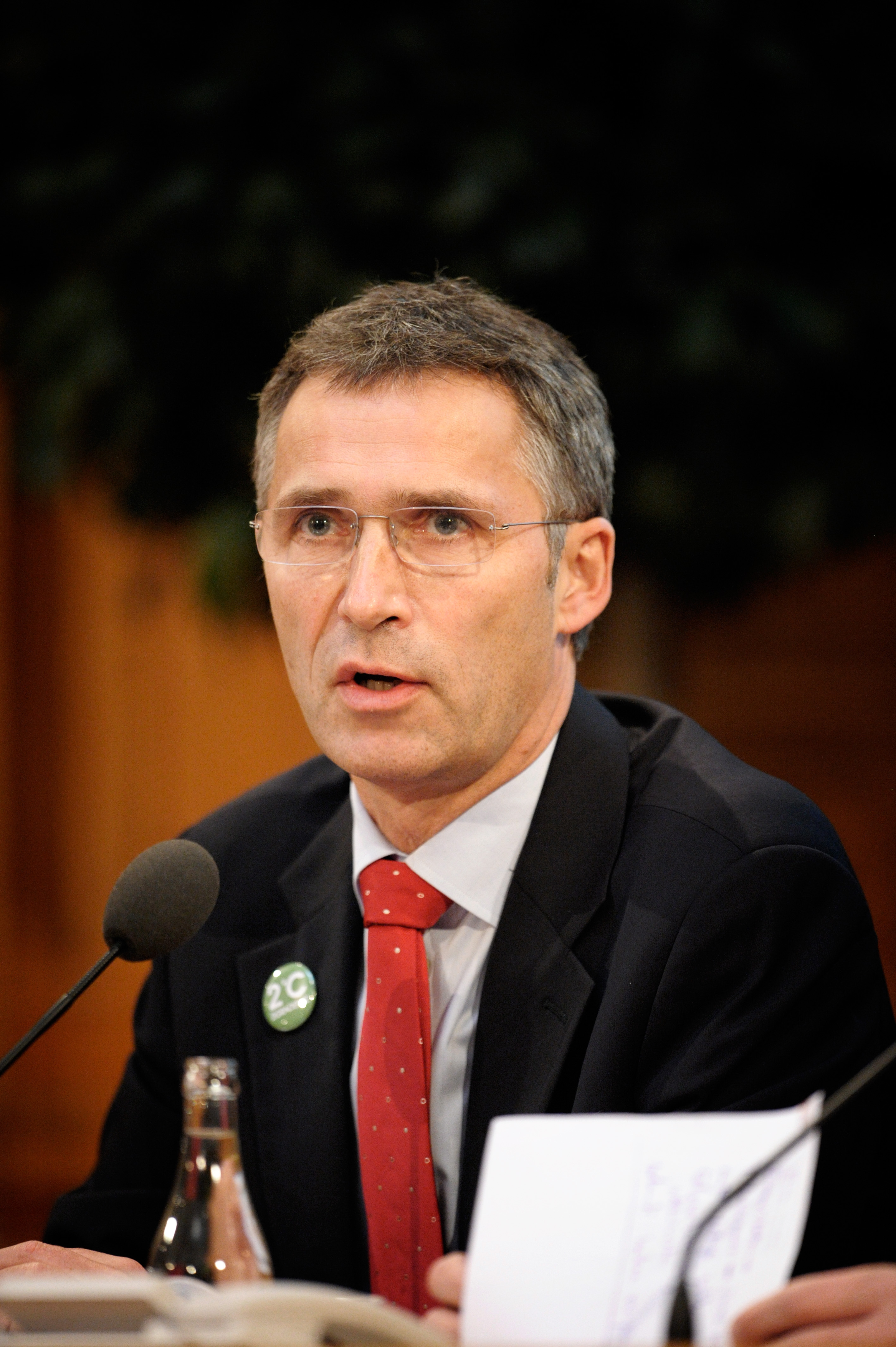
Jens Stoltenberg roku 2009
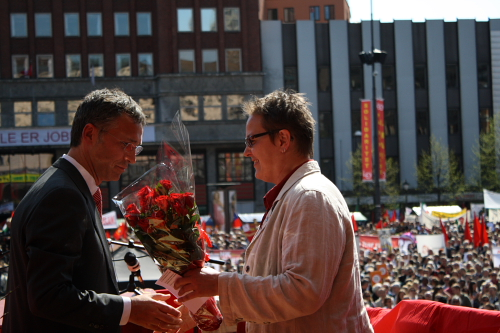
Stoltenberg jako premiér „rudozelené“ vládní koalice během oslav 1. máje v Oslu
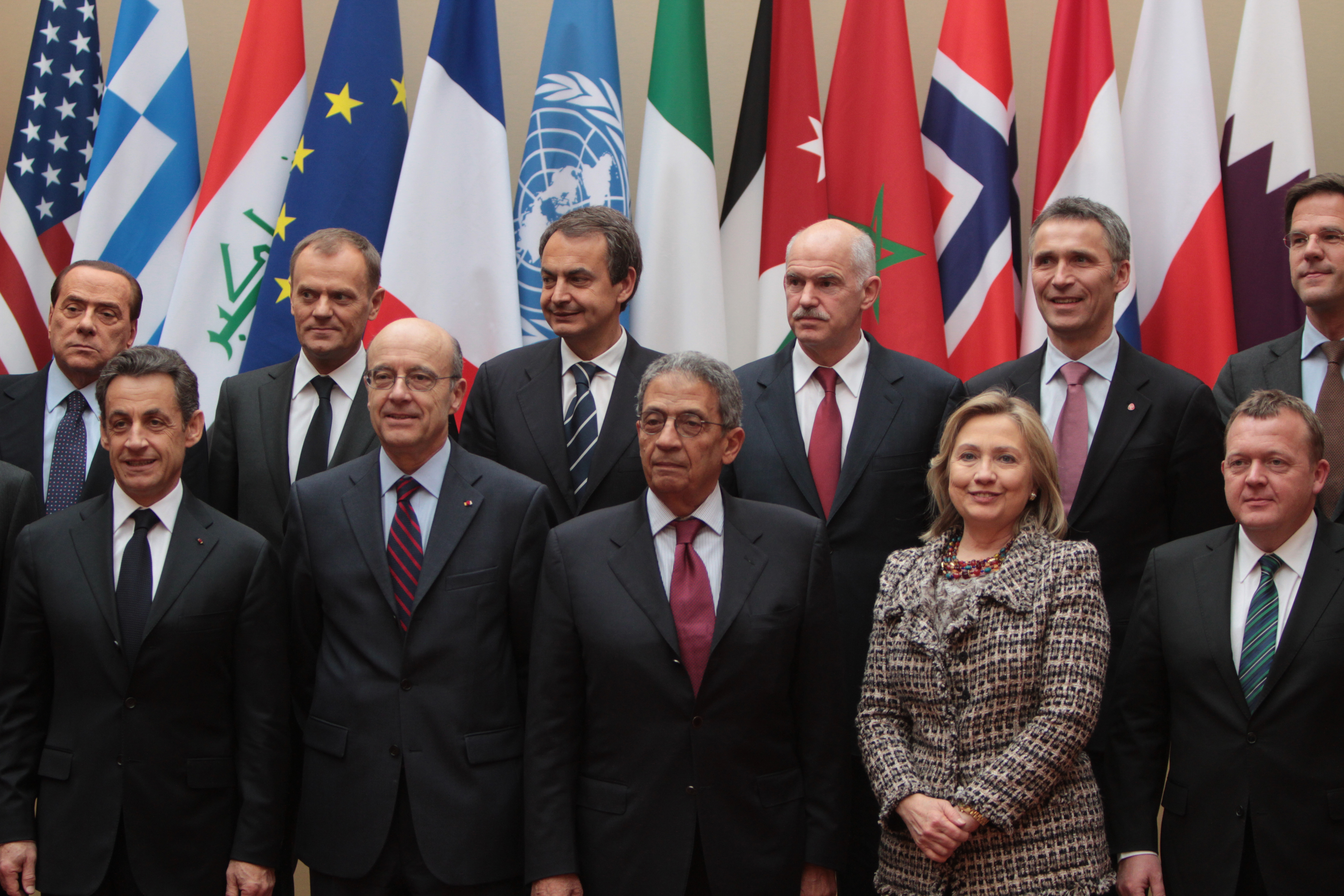
Stoltenberg na summitu v Paříži, kde byla 19. března 2011 odsouhlasena vojenská intervence v Libyi na pomoc povstalcům
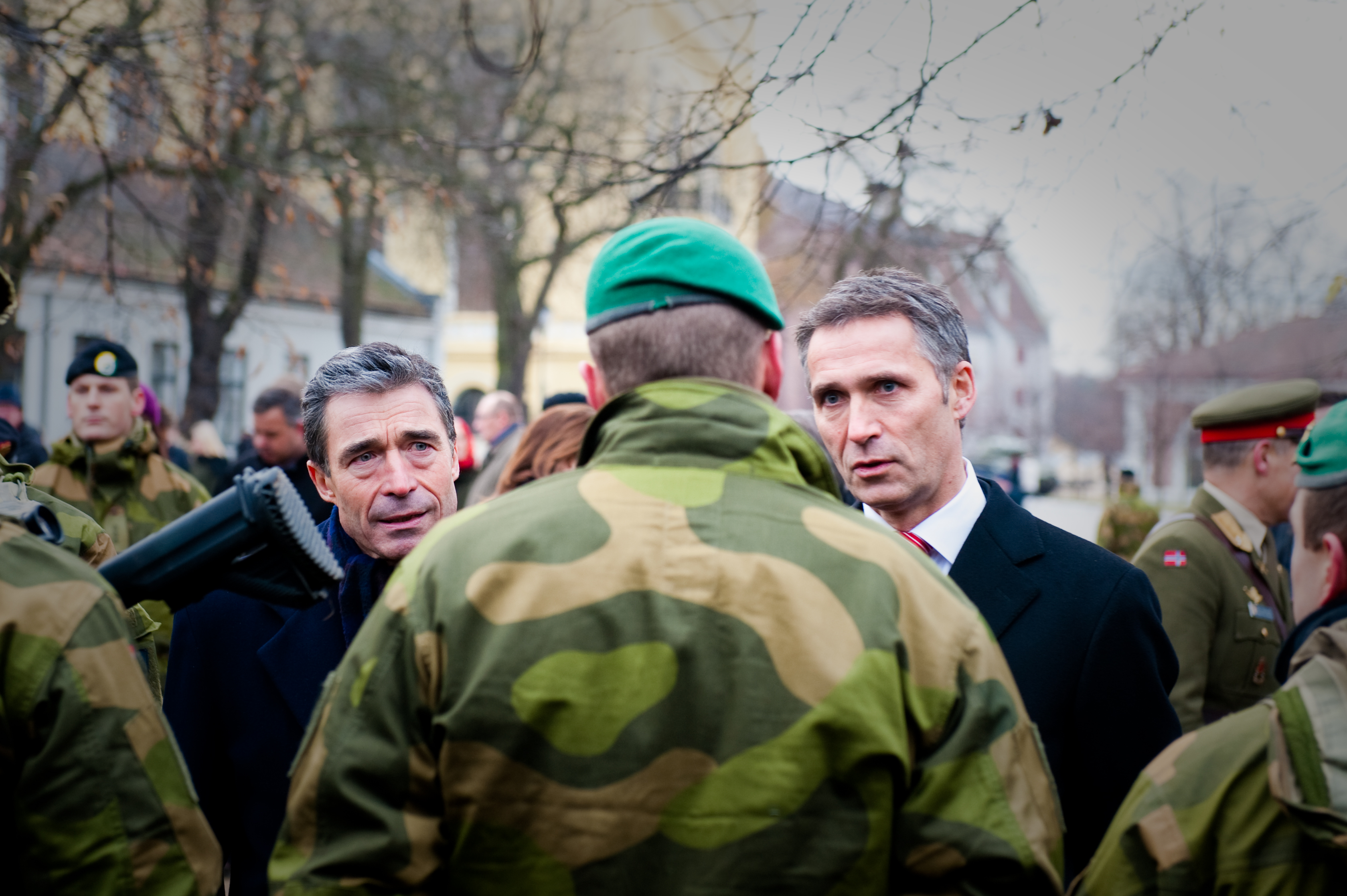
Stoltenberg a generální tajemník NATO Anders Fogh Rasmussen
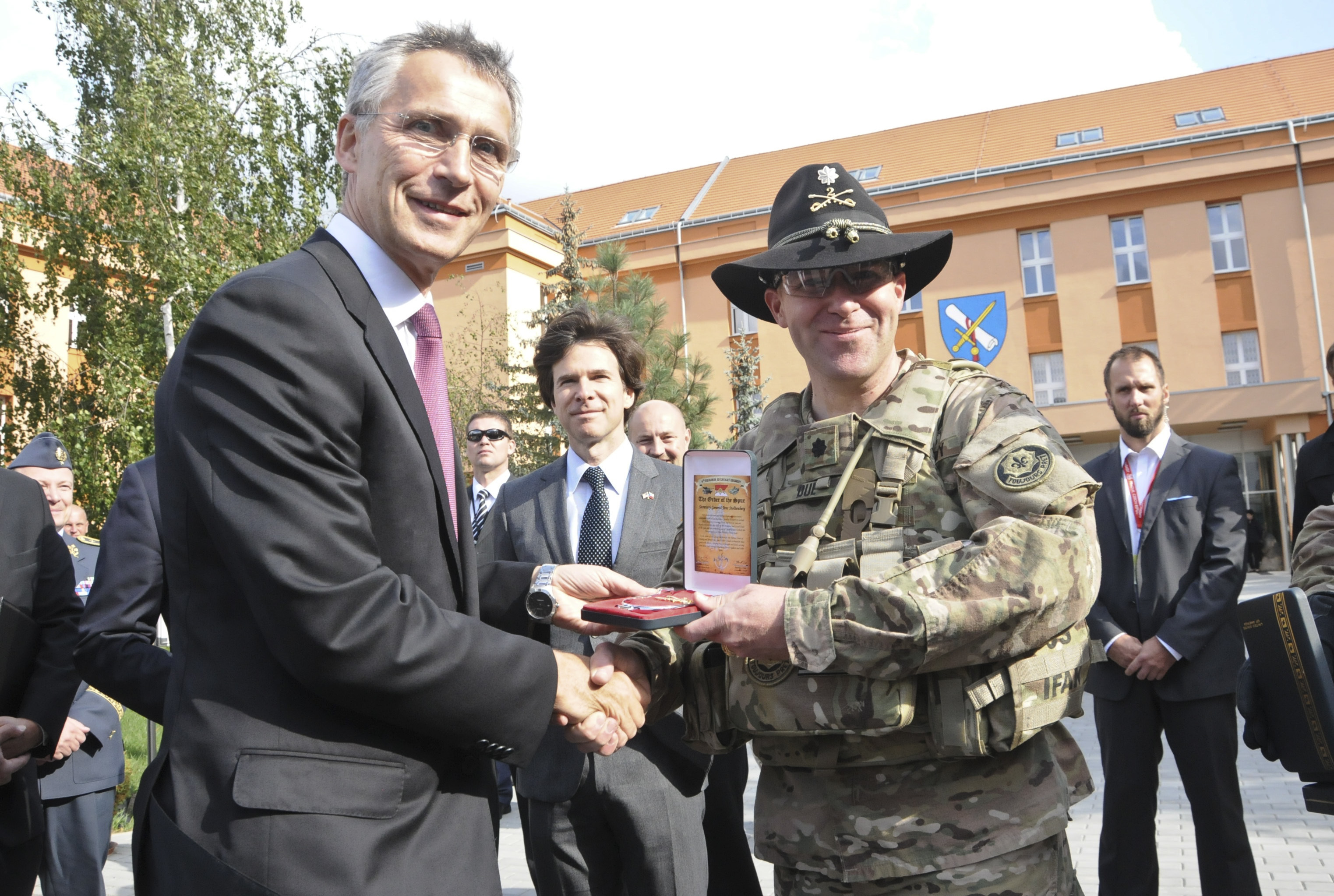
Stoltenberg a americký velvyslanec Andrew Schapiro 8. září 2015 v Praze vítají americké vojáky
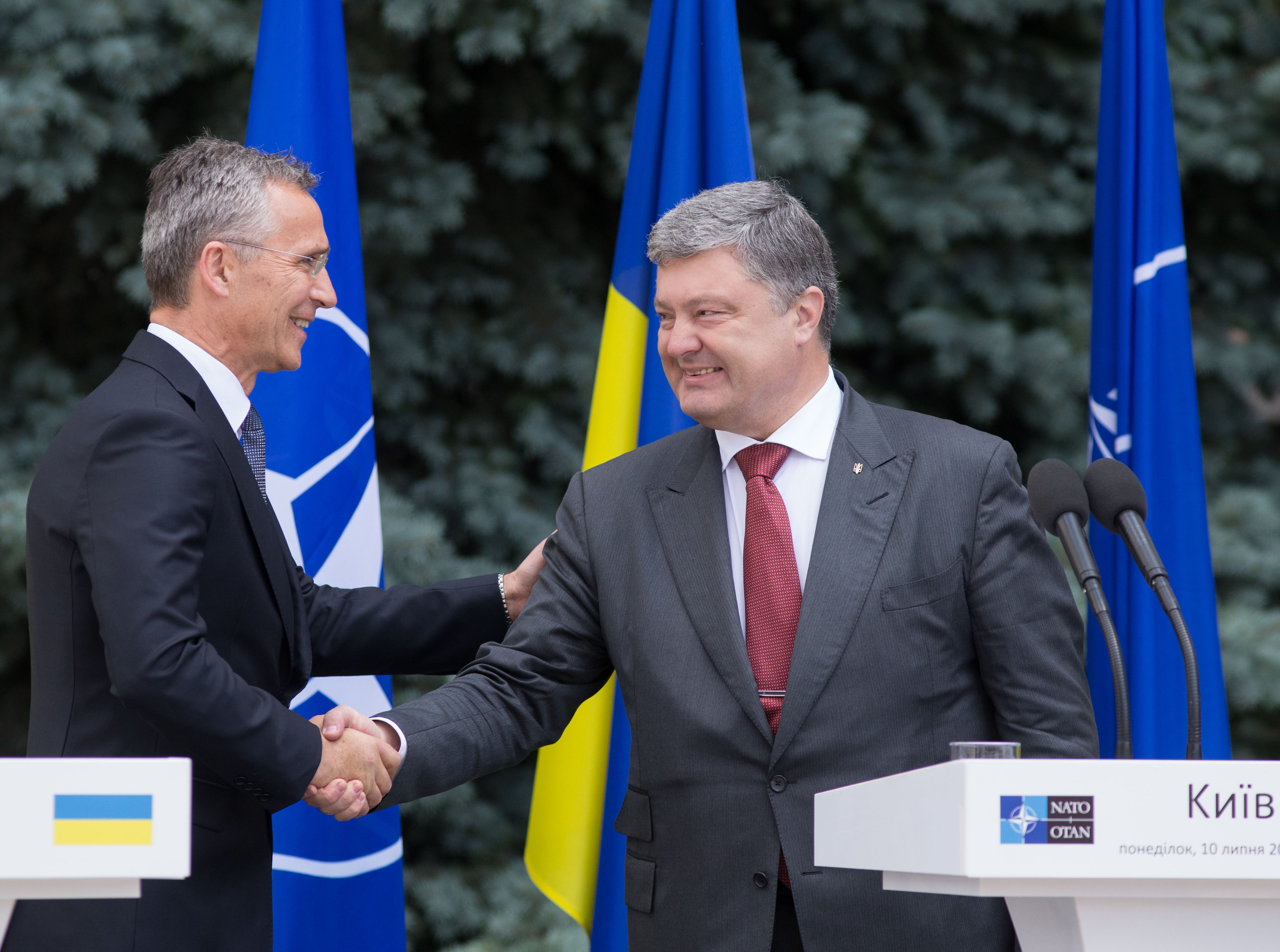
Stoltenberg a ukrajinský prezident Petro Porošenko 10. července 2017